# Brodsworth Hall

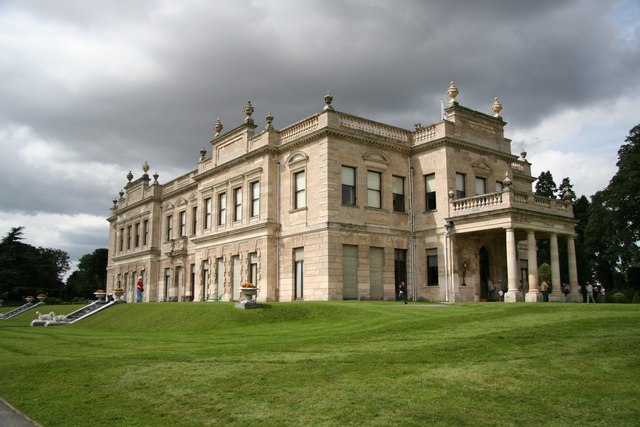
Brodsworth Hall

Brodsworth Hall beim Dorf Brodsworth, 8 km nordwestlich von Doncaster in der englischen Grafschaft South Yorkshire ist ein komplett erhaltenes Landhauses aus der viktorianischen Zeit. Es wurde vom Londoner Architekten Philip Wilkinson, der damals 26 Jahre alt war, im italienischen entworfen und blieb seit den 1860er-Jahren fast unverändert. Wilkinson wurde mit dem Bau der Residenz von Charles Sabine Augustus Thellusson beauftragt, der das Anwesen 1859 geerbt hatte. Das Haus hat mehr als 30 Räume, von original möblierten, großartigen Empfangsräumen bis zu den Unterkünften der Diener. Zeitgenössische Gärten umgeben das Haus, in denen den ganzen Sommer Veranstaltungen stattfinden. 2024 betrug die Besucherzahl etwa 100.000 Personen.
Das Haus ist aus Werkstein gebaut, die Dächer aus Blei und Schiefer. Das rechteckige Hauptgebäude hat zwei Stockwerke und eine neunteilige Frontfassade. English Heritage hat es als historisches Gebäude I. Grades gelistet.

## Geschichte
George Hay, 8. Earl of Kinnoull, kaufte das Anwesen in Brodsworth 1713 von Sir John Wentworth und erneuerte das Haus. Im Börsenzusammenbruch von 1720 verlor er aber sein ganzes Vermögen und wurde Botschafter im osmanischen Reich. Sein jüngerer Sohn Robert übernahm das Anwesen 1761, als er zum Erzbischof von York gemacht wurde, und ließ eine Reihe von Verbesserungen an Haus und Anwesen vornehmen. Seit seinem Tod 1777 stand das Haus leer. Nachdem sein ältester Sohn 1787 10. Earl of Kinnoull wurde, verkaufte er 1790 das Anwesen an den aus Genf stammenden Kaufmann Peter (Pierre de) Thellusson (1737–1797).
Peter Thellusson hatte sich 1760 in England niedergelassen und wurde zwei Jahre später eingebürgert. Er war ein erfolgreicher Importeur von Tabak und Rohrzucker als Teil des Atlantischen Sklavenhandels und besaß auch selber Sklavenplantagen. Er wurde Direktor der Bank of England. Thellusson machte ein ungewöhnliches Testament, gegen das seine Familie ohne Erfolg gerichtlich vorging und in dem er verfügte, dass sein Vermögen drei Generationen lang unberührt in einer Treuhandgesellschaft verbleiben sollte. Einer der späteren Nutznießer war sein Urenkel Charles Sabine Augustus Thellusson (der andere war der 5. Baron Rendlesham), der 1859 die Hälfte des Vermögens und das Anwesen in Brodsworth mit dem Haus im georgianischen Stil erbte. Er ließ das bestehende Haus abreißen und erteilte den Auftrag zum Bau eines neuen Hauses, das von 1861 bis 1863 errichtet wurde und bis heute erhalten ist. Daneben beauftragte er auch den Bau der größten privaten Jacht, die jemals im Vereinigten Königreich gebaut wurde. In den Jahren 1866 und 1867 wurde er zum High Sheriff von Yorkshire ernannt. Er und seine Gattin hinterließen vier Söhne, die alle kinderlos verstarben. So wurde das Anwesen nacheinander an jeden der Söhne vererbt. Nach dem Ersten Weltkrieg stiegen die Unterhaltskosten so stark an, dass die Eigentümer Teile des Hauses stilllegten. Nach dem Tod des jüngsten Sohnes um 1930 fiel das Haus an seinen Neffen, Captain Grant-Dalton. Er war 1942 High Sheriff of Yorkshire.
Die letzte Bewohnerin des Landhauses war Sylvia Grant-Dalton, die Witwe von Captain Grant-Dalton, die 57 Jahre lang einen aussichtslosen Kampf gegen undichte Dächer und Bodensetzungen wegen des Kohlebergbaus in der näheren Umgebung des Hauses geführt hatte. Nach ihrem Tod 1988 erwarb English Heritage das Haus und entschloss sich, die Innenräume „wie vorgefunden“ zu belassen, anstatt sie zu restaurieren oder Teile zu ersetzen. Sie zeigen, wie ein einst opulentes viktorianisches Haus „komfortabel“ alt wurde.
Lord Markham baute die Arbeitersiedlung Woodlands für die Bergleute in den Kohlenminen von Brodsworth, die ab 1905 betrieben wurden. Der Betrieb wurde 1990 eingestellt. Die Familie Thellusson, die das Land und die Schürfrechte an die Bergbaugesellschaft verpachtete, ließ 1913 die Kirche Allerheiligen für das Dorf bauen.
Die dritte Frau des letzten Eigentümers, dessen zweite Frau das letzte Mitglied der Familie Thellusson war, lebt heute auf dem Anwesen in einem Haus, das für den Chefgärtner gebaut wurde.